# موزخوار روونزوری
موزخوار روونزوری (نام علمی: Ruwenzorornis johnstoni) نام یک گونه از سرده موزخوارها است.